# Canon EF 24-85mm f/3.5-4.5 USM
El Canon EF 24-85mm f/3.5-4.5 USM és un objectiu zoom el qual esta entre una focal gran angular, normal i teleobjectiu amb muntura Canon EF.
Aquest, va ser comercializat per Canon el setembre de 1996, amb un preu de venta suggerit de 58.000¥.
Aquest objectiu és un tot terreny, per tant es pot utilitzar per molts tipus de fotografia, com paisatge, retrat o esport proper.
Aquest, està disponible en dos colors, en negre i platejat per combinar amb càmeres dels mateixos colors. L'òptica de color plata es venia juntament amb la Canon EOS IX i estava pensada per càmeres APS (de pel·lícula) i la negra es venia per separat.
La seva distància focal de 24-85mm té el mateix camp visual en una càmera EOS de la sèrie EF-S que una lent de 38,4-136mm en una càmera de fotograma complet.

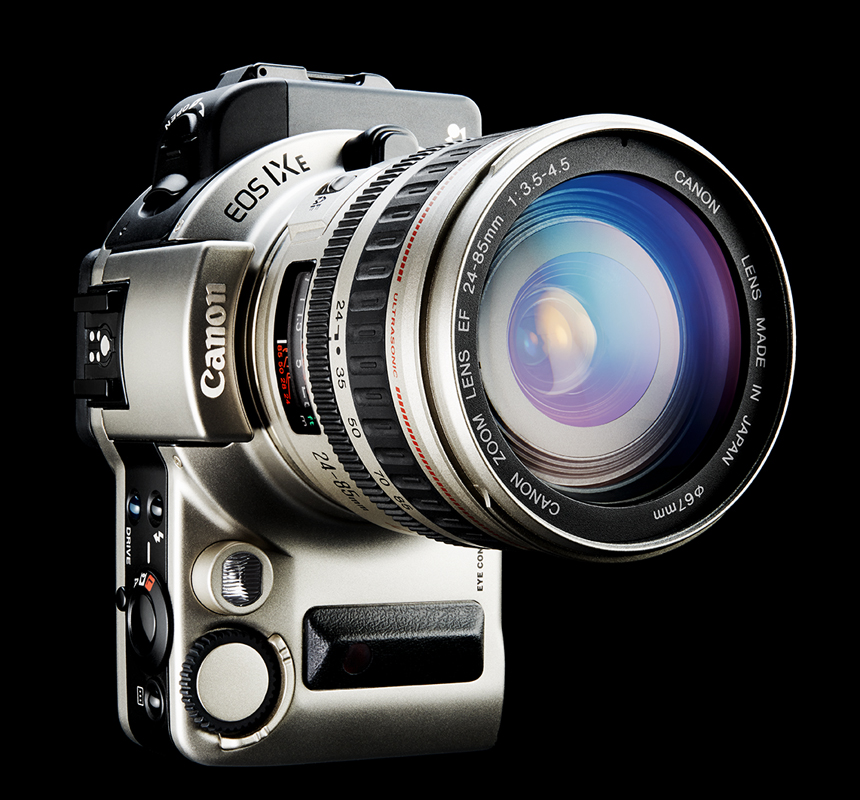
Canon EOS IX amb el Canon EF 24-85mm f/3.5-4.5 USM de color plata

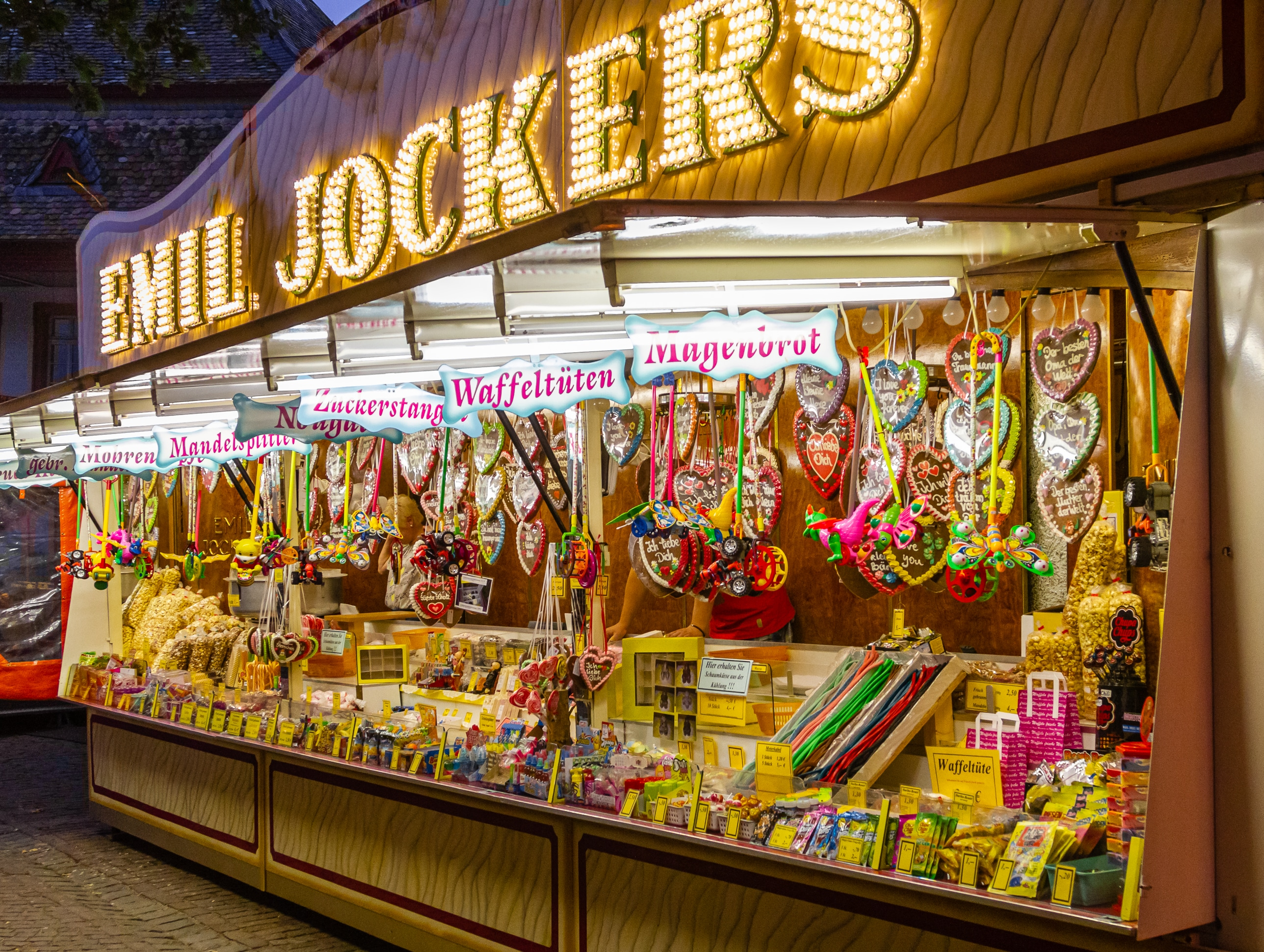
Botiga fotografiada amb el Canon EF 24-85mm f/3.5-4.5 USM

## Característiques
Les seves característiques més destacades són:
- Distància focal: 24-85mm
- Obertura: f/3.5 - 22 (a 18mm) i f/4.5 - 32 (a 200mm)
- Motor d'enfocament: USM (Motor d'enfocament ultrasònic, ràpid i silenciós)
- Distància mínima d'enfocament: 50cm
- Rosca de 67mm
- Distorsió òptica a 24mm de -2,22% (tipus barril) i a 85mm de 0,75% (tipus coixí).[7]
- A 24mm i f/3.5 l'objectiu ombreja les cantonades amb gairebé mig pas de llum, a partir de f/5.6 aquest efecte ja disminueix fins a gairebé el seu mínim, amb 0,27 passes. A 85mm i f/4.5 l'objectiu ombreja les cantonades amb 0,38 passes de llum, a partir de f/8 aquest efecte ja disminueix fins al seu mínim, 0,1 passes, el qual és gairebé inapreciable.[7]
- La millor qualitat òptica a 24mm la trobem a f/3.5 al centre i a f/8 a les cantonades. A 85mm la millor qualitat es troba a f/8 al centre i entre f/5.6 i f/8 a les cantonades.[7]

## Construcció[4]
- La muntura és de metall, mentre que les altres parts són de plàstic.
- El diafragma consta de 6 fulles, i les 15 lents de l'objectiu estan distribuïdes en 12 grups.
- Consta d'una lent asfèrica.

## Accessoris compatibles[4]
- Tapa E-67U
- Parasol EW-73 II
- Filtres de 67mm
- Tapa posterior E
- Funda LP1014

## Objectius similars amb muntura Canon EF
- Canon EF 28-80mm f/3.5-5.6 II[8]
- Canon EF 28-80mm f/3.5-5.6 USM[9]
- Canon EF 28-80mm f/2.8-4L USM[10]